# Wunderzeichen
Als Wunderzeichen wurden in der frühen Neuzeit Naturphänomene bezeichnet, die sich scheinbar „gegen den gewöhnlichen Lauf der Natur“ ereigneten. Sie konnten als übernatürliche Vorzeichen oder Warnungen (Omen) ausgelegt werden. Der Begriff entwickelte sich im 16. Jahrhundert aus dem lateinischen Wort Prodigium. Damit geht der Begriff über den bloßen Wunderbegriff hinaus. 

## Wunderzeichen-Literatur
Spätestens seit dem 17. Jahrhundert entstand eine umfangreiche Wunderzeichen-Literatur. In Buchform und als einseitige oder mehrseitige Flugblätter, den sogenannten „Neuen Zeitungen“, wurden Berichte über ungewöhnliche Naturbeobachtungen mitgeteilt. 
Allen Typen der Wunderzeichen war in ihrer Ausgestaltung im Buch oder auf Flugblättern eines gemeinsam: Nach einer Schilderung des angeblichen Sachverhaltes mit Orts- und Zeitangabe wurden Zeugen aufgeboten, die den Sachverhalt bestätigten. Dies konnten namentlich genannte Personen sein oder der Autor des Druckwerkes trat selbst als Zeuge auf. Anschließend wurde darauf hingewiesen, dass die Wunderzeichen etwas Schlechtes im Sinne einer Strafe Gottes ankündigten. Ein sich anschließender dritter Teil wies auf die Notwendigkeit zu Buße und Umkehr hin.

## Geschichte
Ab dem 16. Jahrhundert hatte der Glaube an Wunderzeichen eine Blütezeit. Hungersnöte, Pestepidemien und Kriege riefen den Wunsch wach, das irdische Schicksal der Menschen zu deuten. Gleichzeitig konnten sie durch den als Kommunikationsmittel mehr und mehr an Bedeutung gewinnenden Buchdruck einer größeren Öffentlichkeit bekannt gemacht werden. 
Eine der ersten in der Volkssprache erschienenen Sammlungen von Wunderzeichenberichten ist das im Jahr 1557 von Conrad Lycosthenes erschienene Buch „Wunderwerck oder Gottes unergründtliches vorbilden, das er inn seinen gschöpffen allen, so Geystlichen, so leyblichen ... von anbegin der weldt, biß zu unserer diser zeit, erscheynen ... lassen : Alles mit schönen Abbildungen gezierdt ...“, das von Wunderzeichen der Jahre 3959 v. Chr. bis zum Jahr 1556 berichtet. Einzelne Berichte wurden auf Flugblättern vertrieben. Wunderzeichen, so wurde argumentiert, seien immer häufiger zu sehen und damit ein Hinweis auf den nahe bevorstehenden Weltuntergang. 
Im Jahre 2008 wurde der Öffentlichkeit das Augsburger Wunderzeichenbuch vorgestellt.
Ab dem 17. Jahrhundert wurde die Deutung der Wunderzeichen als übernatürliche Vorzeichen allmählich durch wissenschaftliche Erklärungen der Sichtungen verdrängt. An die Stelle einer theologischen Auslegung trat zunehmend die Erforschung und Erklärung ungewöhnlicher Erscheinungen mit Hilfe der erkannten Naturgesetze. Gleichzeitig traten an die Stelle magischer Handlungen zur Abwehr des angedeuteten Unheils Überlegungen und Handlungen zur Abwehr von und zum Schutz vor Gefahren.

## Einteilung der Wunderzeichen
In der Blütezeit der Wunderzeichen ab dem 16. Jahrhundert lassen sich verschiedene Typen oder Hauptgruppen unterscheiden.
Am häufigsten wurden Himmelszeichen wie Halos (Sonnenringe, Nebensonnen), Nordlichter oder besondere Wolkenbildungen beobachtet, in denen man Feuerstürme, kämpfende Heere, Kreuze, Ruten oder dergleichen als Hinweis auf drohende Gefahren zu erkennen meinte.
Die Blutwunder galten als göttliche Zeichen, bei denen Flüsse und Seen blutrot gefärbt wurden; eine besondere Spielart war das Blutschwitzen, das an Gegenständen und Menschen auftreten konnte und als Zeichen besonderer Heiligkeit ausgelegt wurde.
Bei den Nahrungswundern wurde einerseits von Menschen (meist junge Mädchen) berichtet, die ohne Nahrungsaufnahme leben können, andererseits von Kornregen, bei dem Essbares vom Himmel fiel. In beiden Fällen galten die Erscheinungen als direkt von Gott gegeben, wurden legendenhaft ausgeschmückt und konnten zu Reisen an den Wunderort Anlass geben.
Zufällige Erscheinungen im Münzbild, wie zum Beispiel der Stempelriss durch den Hals des Lordprotektors auf dem Cromwelltaler von 1658 oder das durch einen Stempelriss entstandene zerbrochene Kurschwert des Kurfürsten Johann Friedrich des Großmütigen auf einigen Schmalkaldischen Bundestalern von 1547, dem Jahr seiner Gefangennahme, wurden vor der Zeit der Aufklärung mitunter rückblickend für ein gutes oder schlechtes Omen gehalten.